# 広信区
広信区（こうしんく）は、中華人民共和国江西省上饒市に位置する市轄区。
2019年6月27日に上饒県（じょうじょうけん）が区制施行し、成立した。

## 行政区画
- 鎮:旭日街道、羅橋街道、興園街道
- 鎮:田墩鎮、上瀘鎮、華壇山鎮、茶亭鎮、皂頭鎮、四十八鎮、楓嶺頭鎮、煌固鎮、花庁鎮、五府山鎮、鄭坊鎮
- 郷:望仙郷、石人郷、清水郷、石獅郷、湖村郷、尊橋郷、応家郷、黄沙嶺郷、鉄山郷、董団郷

## 交通

### 鉄道
- 中国鉄路総公司
  - 合福旅客専用線
    - 五府山駅

### 道路
- 高速道路
  - 滬昆高速道路
  - 寧上高速道路
- 国道
  - G320国道